# استوارد ۱۵۳۷۱
سیارک ۱۵۳۷۱ (به انگلیسی: 15371 Steward، نامگذاری:1996RZ18) پانزده هزار و سیصد و هفتاد و یکمین سیارک کشف شده‌است که در ۱۵ سپتامبر ۱۹۹۶ کشف شد.
قدر مطلق سیارک برابر ۱۹.۵ است.